# گورنسی (کالیفرنیا)
گورنسی (به انگلیسی: Guernsey) یک منطقهٔ مسکونی در ایالات متحده آمریکا است که در شهرستان کینگز، کالیفرنیا واقع شده‌است. گورنسی ۶۸ متر بالاتر از سطح دریا واقع شده‌است.